# 대박가족
《대박가족》은 SBS TV에서 2002년 2월 25일부터 2003년 2월 28일까지 방영되었던 일일 시트콤이다.

## 제작진
- 극본 : 김문정, 김윤희, 목연희, 이상덕, 이세라, 이윤진, 최수영, 한설희
- 조연출 : 백수찬
- 연출 : 이용석, 김영섭, 이은선

## 등장 인물

### 가족들
- 반효정 : 새외할머니 반효정 역 - 외할아버지(돌아가신 선우 영감님)의 재혼 계배 부인. 선우 혜진의 친정 친어머니, 선우 용녀의 친정 새어머니.
- 선우용여 : 어머니 선우 용녀 역 - 혜진의 배다른 언니
- 임동진 : 아버지 임동진 역
- 심혜진 : 배다른 이모 선우 혜진 역 (96회에서부터 갈수록 건강이 안 좋아졌다는 설정 하에 경기 수원 장안구 시댁(임상병리학과 의사 막내 시숙부 의학박사 김 교수 사는 동네)에 요양 떠난 것으로 중도 하차)
- 김병세 : 배다른 이모부 김병세 역
- 박철 : 아들 임철 역 (67회에서부터 미국(시카고)에 전격 유학 떠난 것으로 중도 하차)
- 조미령 : 큰딸 임미령 역
- 양미라 : 둘째딸 임미라 역
- 박건 : 이종 사촌 동생 김건 역 (병세 혜진 부부의 첫째 아들. 혜진 시댁 동네인, 경기도 수원 장안구 김건 친할아버지 사는 동네로 떠난 것으로 중도하차.)
- 강성현 : 이종 사촌 동생 김성현 역 (병세 혜진 부부의 둘째 아들. 극중 형인 김건 역의 박건 대신에 경기도 수원 장안구 친가 동네에서부터 서울에 상경한 것으로 중도투입.)
- 전원주 : 병세 어머니 전원주 역

### 항공사
- 하유미 : 승무원 소장 하유미 역
- 최성국 : 후배 최성국 역
- 김홍표 : 승무원 김홍표 역
- 윤예리 : 승무원 윤예리 역
- 한예슬 : 승무원
- 한지혜 : 승무원

### 어린이집
- 홍기훈 : 어린이집 교사 홍기훈 역(중도하차)
- 김형범 : 어린이집 원감 김형범 역(홍기훈 대신 중도투입)
- 김민정 : 어린이집 교사 김민정 역
- 함소원 : 어린이집 교사 함소원 역

### 그 외
- 정예린 : 예린 역
- 장경준 : 봉수 역
- 남궁민 : 미라남자친구 남궁민 역
- 박민호
- 장대지
- 송희아
- 규희
- 조달환
- 신종훈
- 김보성
- 이연경
- 손성민
- 유치혁
- 김경래

## 결방
- 2002년 5월 1일 : 8시 40분부터 필승코리아 콘서트 <한국 축구에 힘을> 2부 편성으로 인해 결방
- 2002년 5월 30일 : 7시 50분부터 월드컵 전야제 <2002 FIFA 월드컵 문화큰잔치> 편성으로 인해 결방
- 2002년 5월 31일 : 7시부터 2002년 FIFA 월드컵 개막식 편성으로 인해 결방
- 2002년 6월 3일 ~ 7일, 10~11일, 13일~14일, 17일~18일, 21일, 25일~26일, 7월 1일~2일 - 2002년 FIFA 월드컵 중계방송으로 인해 결방
- 2002년 6월 27일 - 월드컵 특집 <승리의 그 이름 파이팅 코리아> 편성으로 결방
- 2002년 9월 20일 : 7시부터 2002년 부산 아시안 게임 축구 평가전 <한국 VS UAE> 중계방송으로 인해 결방 (<SBS 8 뉴스>는 8시 55분, <오늘의 스포츠>는 9시 35분에 방영, <진실게임>, <오남매> 결방)
- 2002년 10월 8일 : 7시부터 2002년 부산 아시안 게임 축구 8강전 <한국 VS 바레인> 중계방송으로 인해 결방 (<SBS 8 뉴스>는 8시 55분, 일일극 <오남매>는 9시 25분에 방영, <호기심 천국>은 결방)
- 2002년 10월 10일 : 8시부터 2002년 부산 아시안 게임 축구 준결승전 <한국 VS 이란> 중계방송으로 인해 결방 (<SBS 8 뉴스>는 9시 55분에 방영)
- 2002년 10월 29일 : 프로야구 플레이오프 3차전 <기아 타이거즈 VS LG 트윈스> 중계방송으로 인해 결방
- 2002년 10월 31일 : <SBS 여론조사> 편성으로 인해 결방
- 2002년 11월 4일 : 이 날부터 6시 30분에 방영될 예정이었으나 그 날 프로야구 한국시리즈 2차전 <LG 트윈스 VS 삼성 라이온즈> 중계방송으로 인해 결방되었고 다음 날부터 6시 30분에 방영
- 2002년 11월 7일 : 프로야구 한국시리즈 4차전 <삼성 라이온즈 VS LG 트윈스> 중계방송으로 인해 결방
- 2002년 11월 8일 : 6시 35분부터 특집 <진실게임> 편성으로 인해 결방
- 2002년 12월 6일 : 6시 45분부터 서울가요대상 1~2부 편성으로 인해 결방
- 2002년 12월 19일 : 6시 30분부터 2002 국민의 선택 <제 16대 대통령 선거방송 3부> 편성으로 인해 결방
- 2002년 12월 20일 : 2002 대선 특별생방송 <온 국민이 하나로> 편성으로 인해 결방
- 2003년 1월 1일 : 5시 50분부터 신년특집 <빅스타 명장면 NG시대> 편성으로 인해 결방
- 2003년 1월 30일 : 6시 35분부터 설 특집 <순간포착 세상에 이런 일이> 편성으로 인해 결방
- 2003년 1월 31일 : 6시 40분부터 설 특집 <진실게임> 편성으로 인해 결방
- 2003년 2월 4일 : 6시 10분부터 프로농구 <원주 TG 엑써스 VS 전주 KCC 이지스> 중계방송으로 인해 결방
- 2003년 2월 17일 : <대구지하철 참사> 뉴스 특보 편성으로 인해 결방
- 2003년 2월 18일 : <대구지하철 참사> 추모특집 편성으로 인해 결방

## 시간대 변경
- 2002년 6월 12일, 6월 19일~20일, 6월 24일 - 8시 45분부터 9시 55분까지 편성됐고 이 과정에서 <오남매> 결방

## 수상
- 2002년 SBS 연기대상 공로상 - 임동진
- 2002년 SBS 연기대상 시트콤 부문 연기상 - 김병세
- 2002년 SBS 연기대상 시트콤 부문 연기상 - 최성국
- 2002년 SBS 연기대상 시트콤 부문 연기상 - 조미령

## 참고 사항
- 심혜진은 100회로 명기된 출연 계약에 따라[1] 2002년 8월 6일 방송분을 끝으로 하차했다.
- 2002년 6월부터 중도합류한 홍기훈은 같은 달 27일 폭행 및 공무집행방해 혐의로 구속되어 중도하차했다.[2]
- 예전과 차별성 없는 출연자와 상황설정, 아이디어의 부재, 과장된 웃음, 간접광고 등의 이유로[3] 2002년 최악의 연예오락 프로그램선정 100인 위원회가 선정한 '11월 최악의 연예오락 프로그램'에 선정되는 불명예를 안았다.[4]
- 첫 회부터 2002년 10월 30일까지는 오후 9시 20분에 편성됐으나, SBS가 오렌지를 끝으로 청춘시트콤을 폐지하면서[5] 2002년 11월 5일부터 저녁 6시 30분으로 변경되었다.[6]
- 시간대를 옮기기 전 16~18%대를 시청률을 유지하였으나[7] 시간대를 변경하며 2002년 10월 28일부터 6시 30분으로 이동한 동시간대 KBS 2TV 어린이 드라마 <매직키드 마수리> 때문에 10%대 초반으로 시청률이 떨어졌다.